# Museu Nacional d'Història de Romania

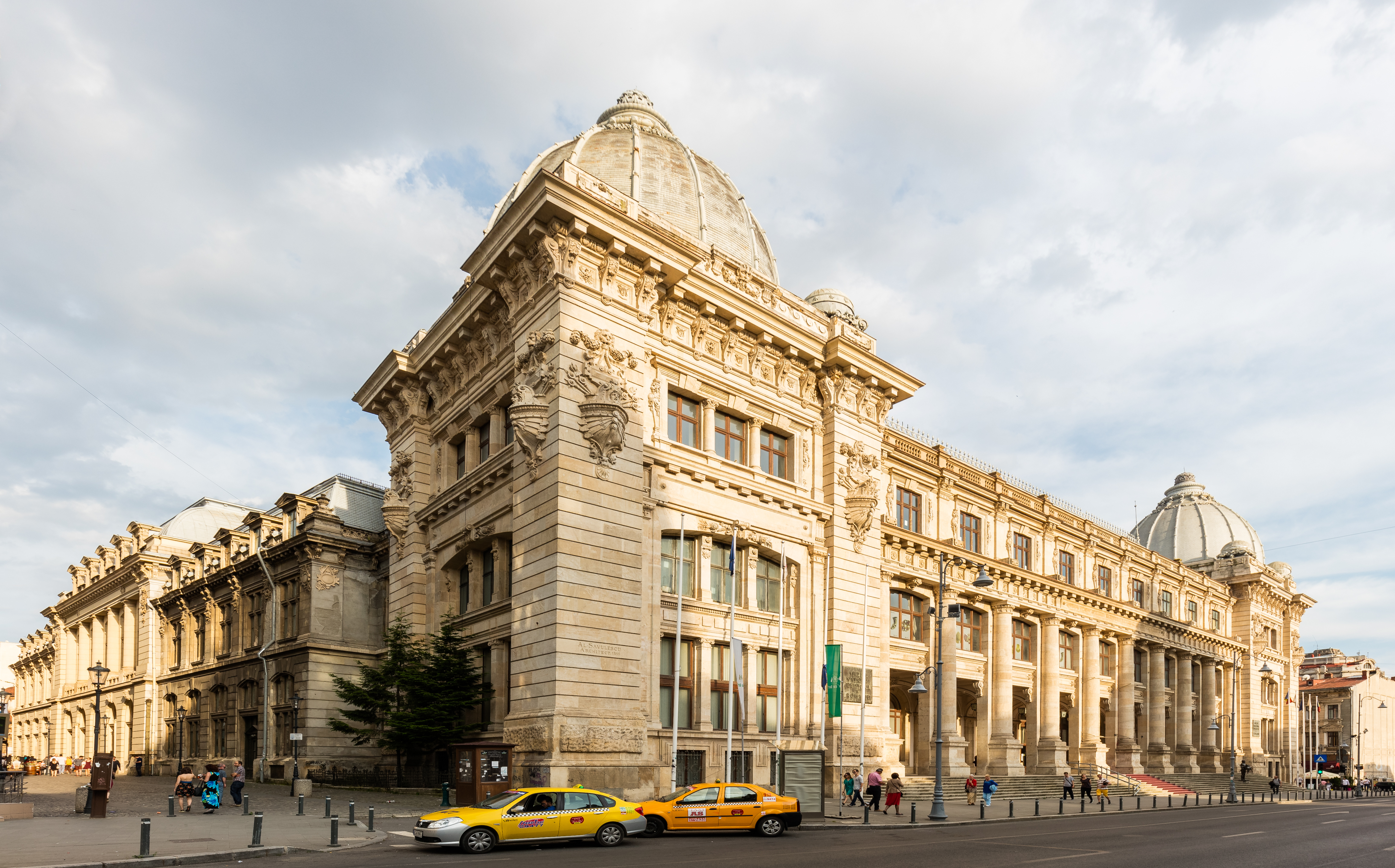
Museu Nacional d’Història de Romania

El Museu Nacional d'Història de Romania (en romanès: Muzeul Național de Istorie a României) és un museu situat a la Calea Victoriei de Bucarest, Romania, que conté artefactes històrics romanesos des de la prehistòria fins als temps moderns.
El museu es troba dins de l’antic palau de serveis postals, que també alberga un museu filatèlic. Amb una superfície de més de 8.000 metres quadrats, el museu té aprox. 60 valuoses sales d'exposicions. Les mostres permanents inclouen un guix de tota la columna de Trajà, les joies de la corona romaneses i el tresor de Pietroasele.
L'edifici va ser autoritzat, el 1892, i l'arquitecte Alexandru Săvulescu va ser enviat amb l'inspector postal, Ernest Sturza, per recórrer diverses instal·lacions postals d'Europa per al disseny. Els esbossos finals van ser influenciats principalment per les instal·lacions postals de Ginebra. Construït en un estil eclèctic, és rectangular amb un gran porxo sobre un soterrani alt i tres plantes superiors. La façana de pedra presenta un pòrtic sostingut per 10 columnes dòriques i una plataforma que consta de 12 graons que abasten la longitud de l'edifici. Hi ha molts detalls decoratius escultòrics al·legòrics.
A 2012, el museu està en procés de restauració i només està parcialment obert. Sota l'edifici es va descobrir un jaciment arqueològic baixmedieval.

## Galeria

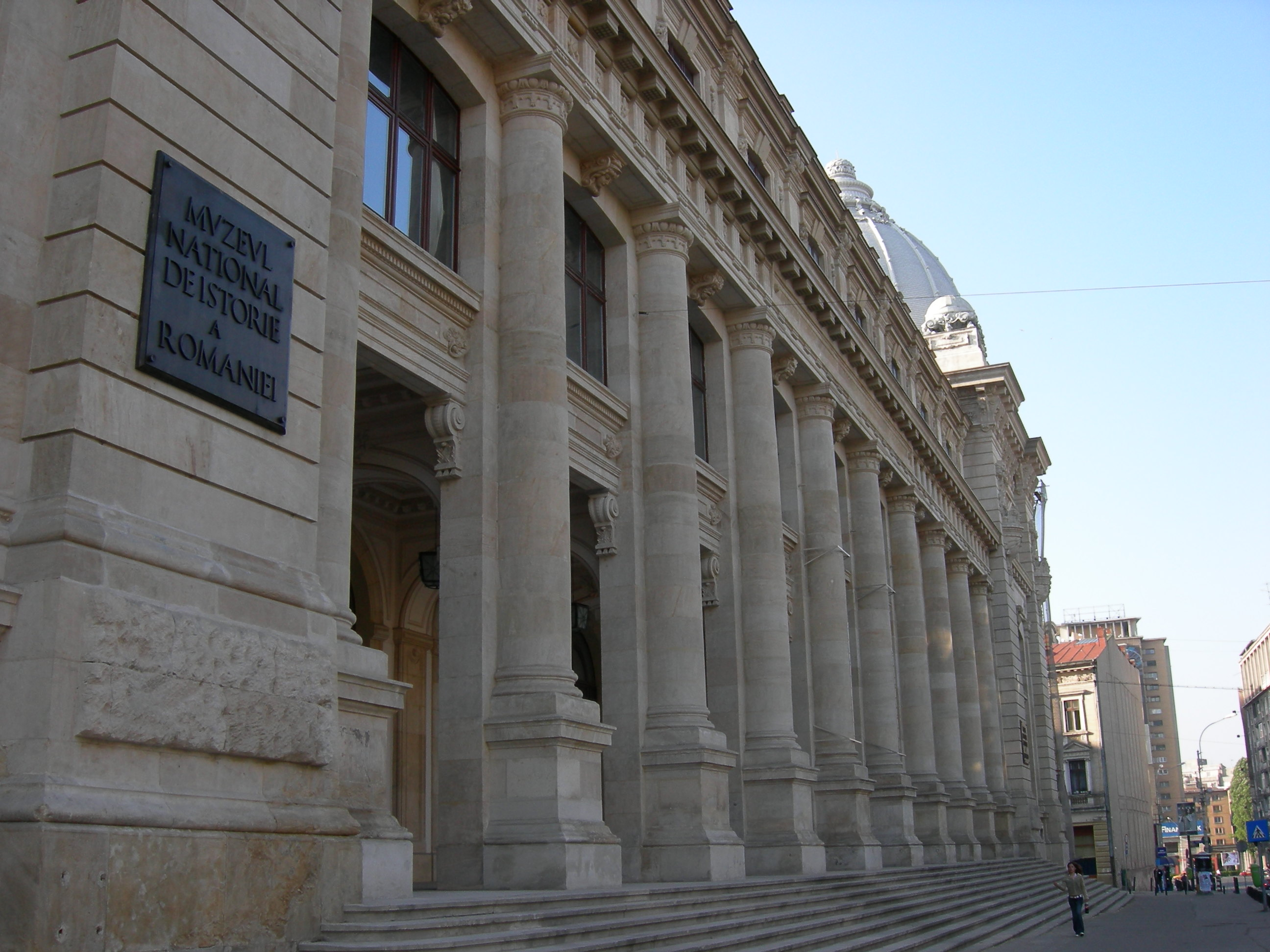
La vista principal de l'edifici
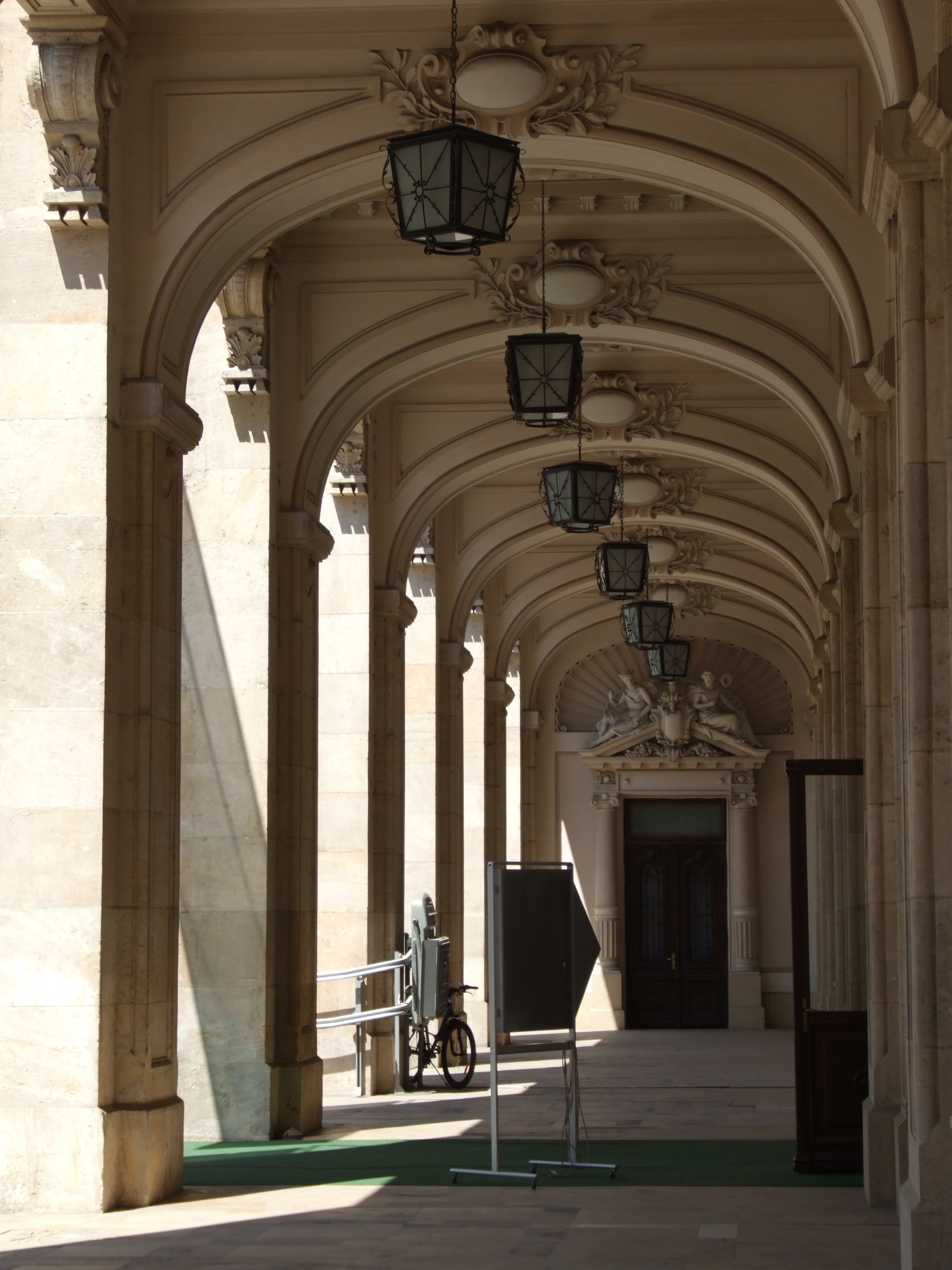
Arcades
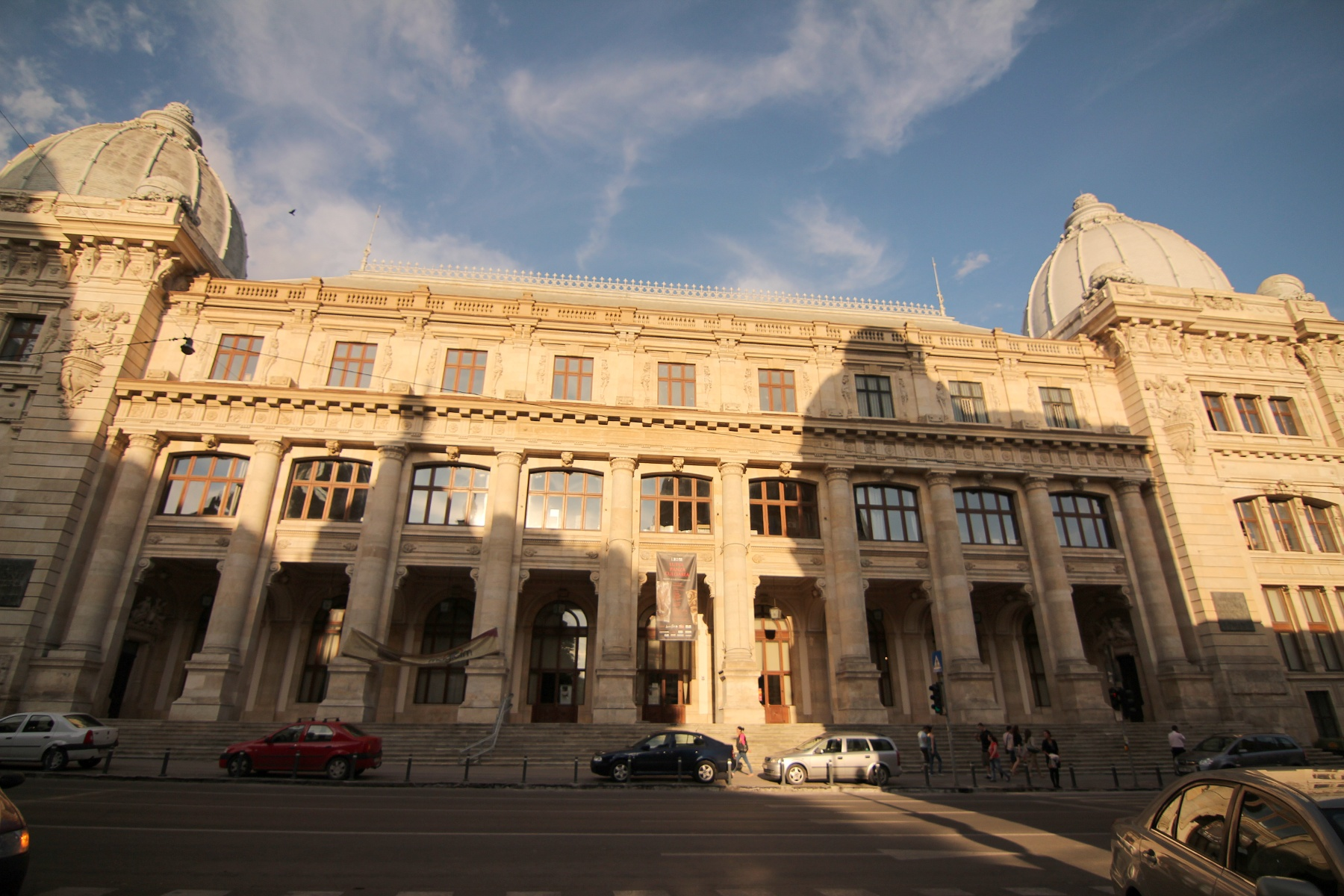
Vista frontal
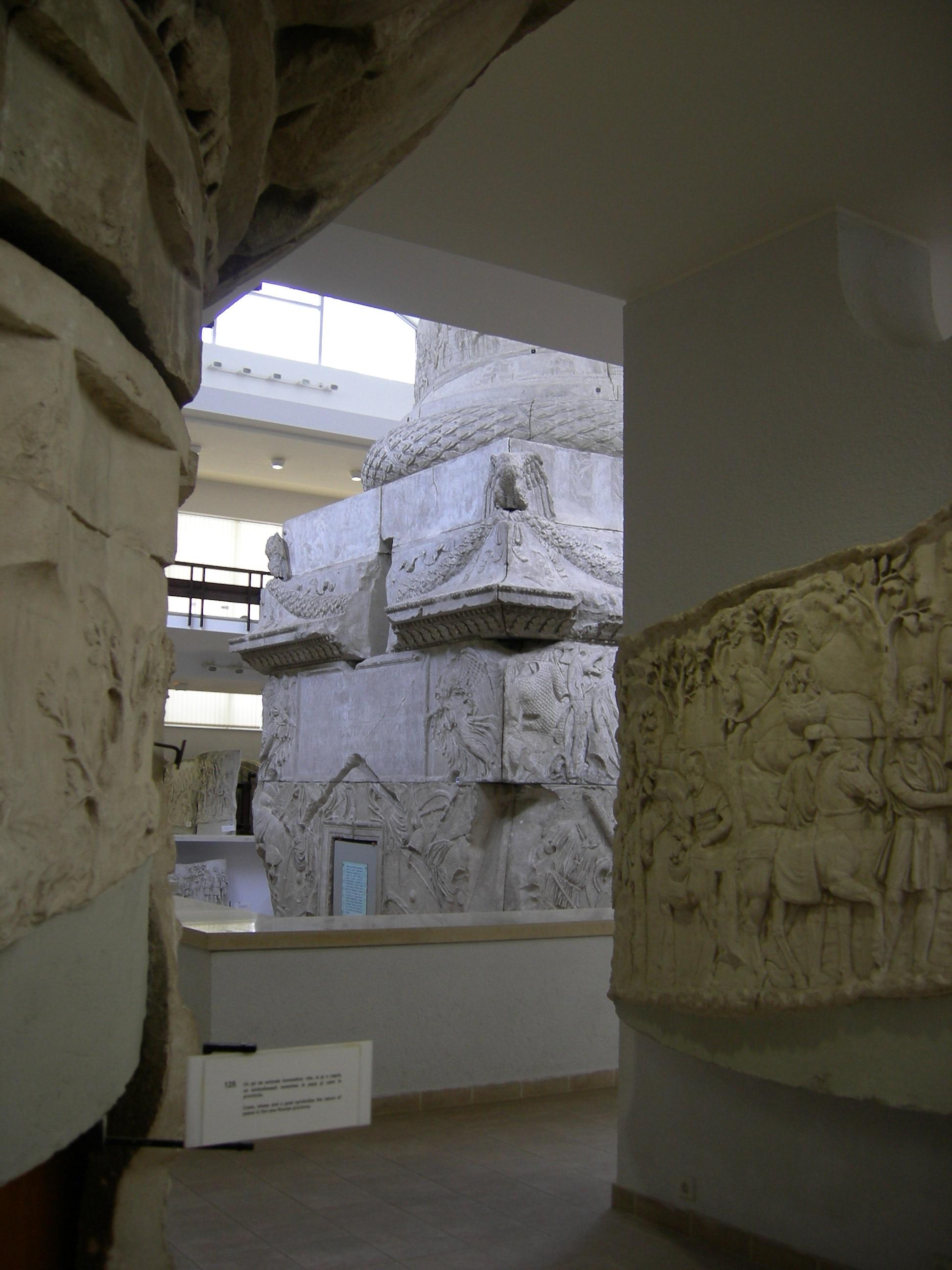
Columna de Trajà: exposició permanent
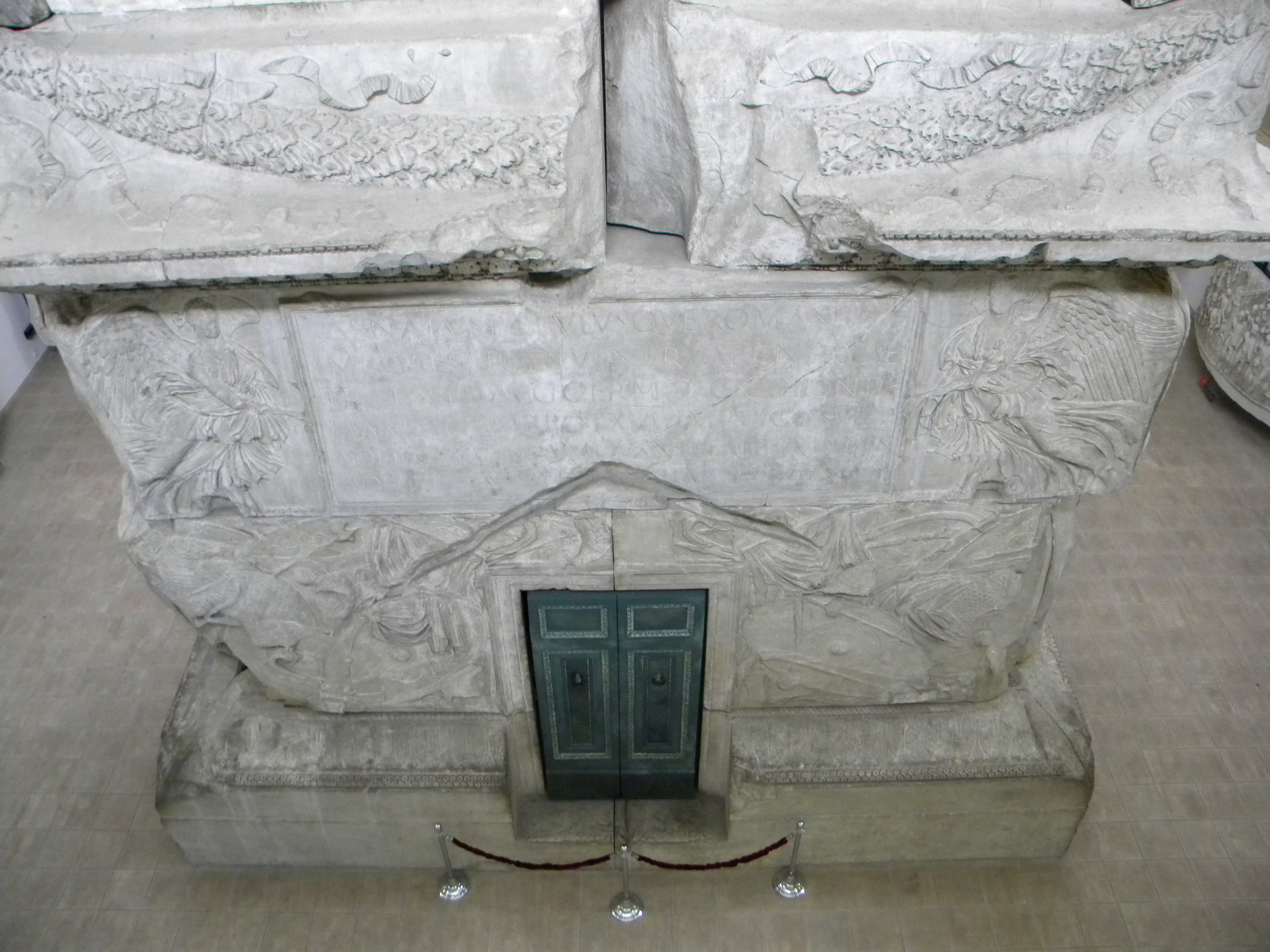
Columna trajana
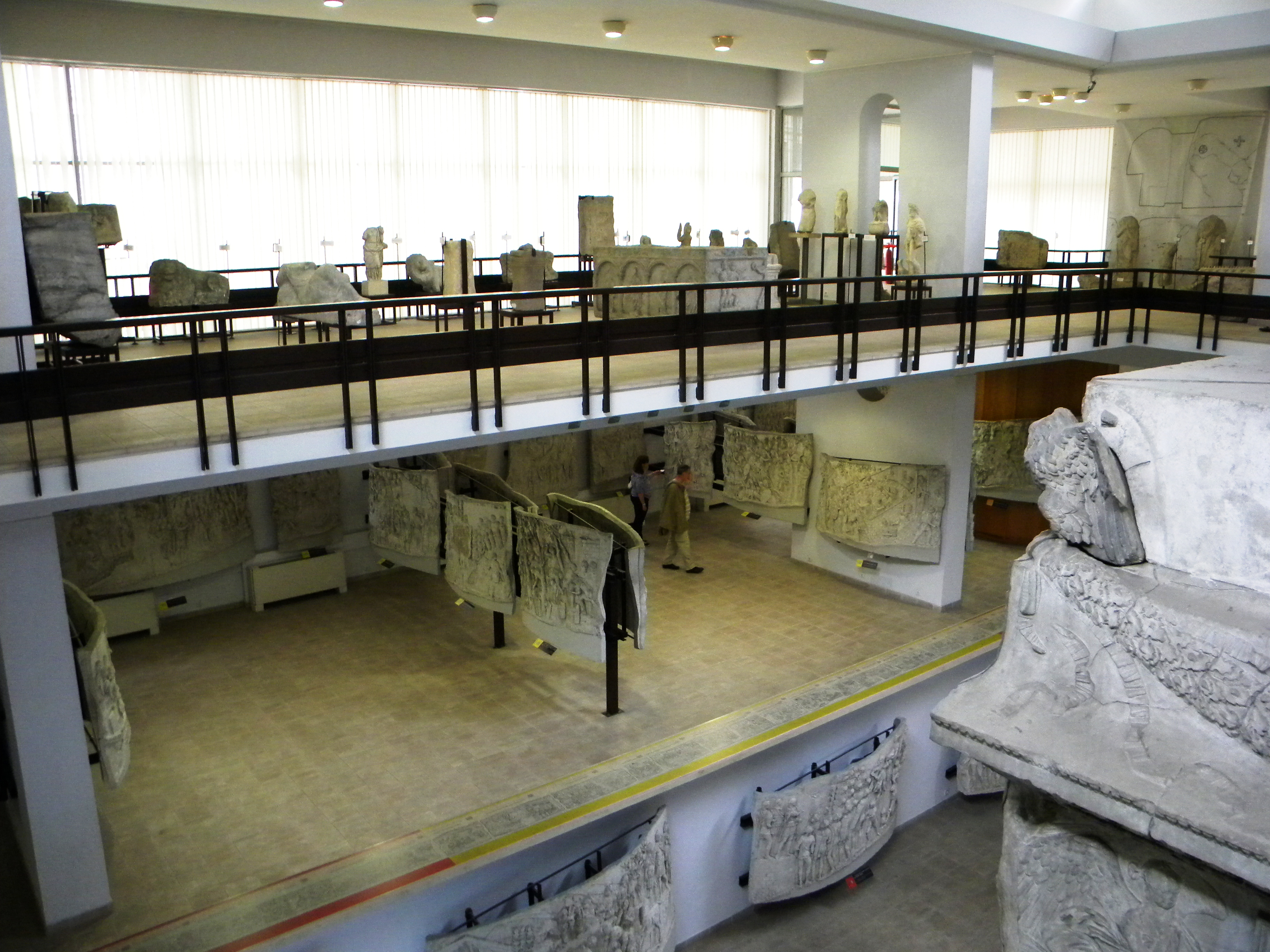
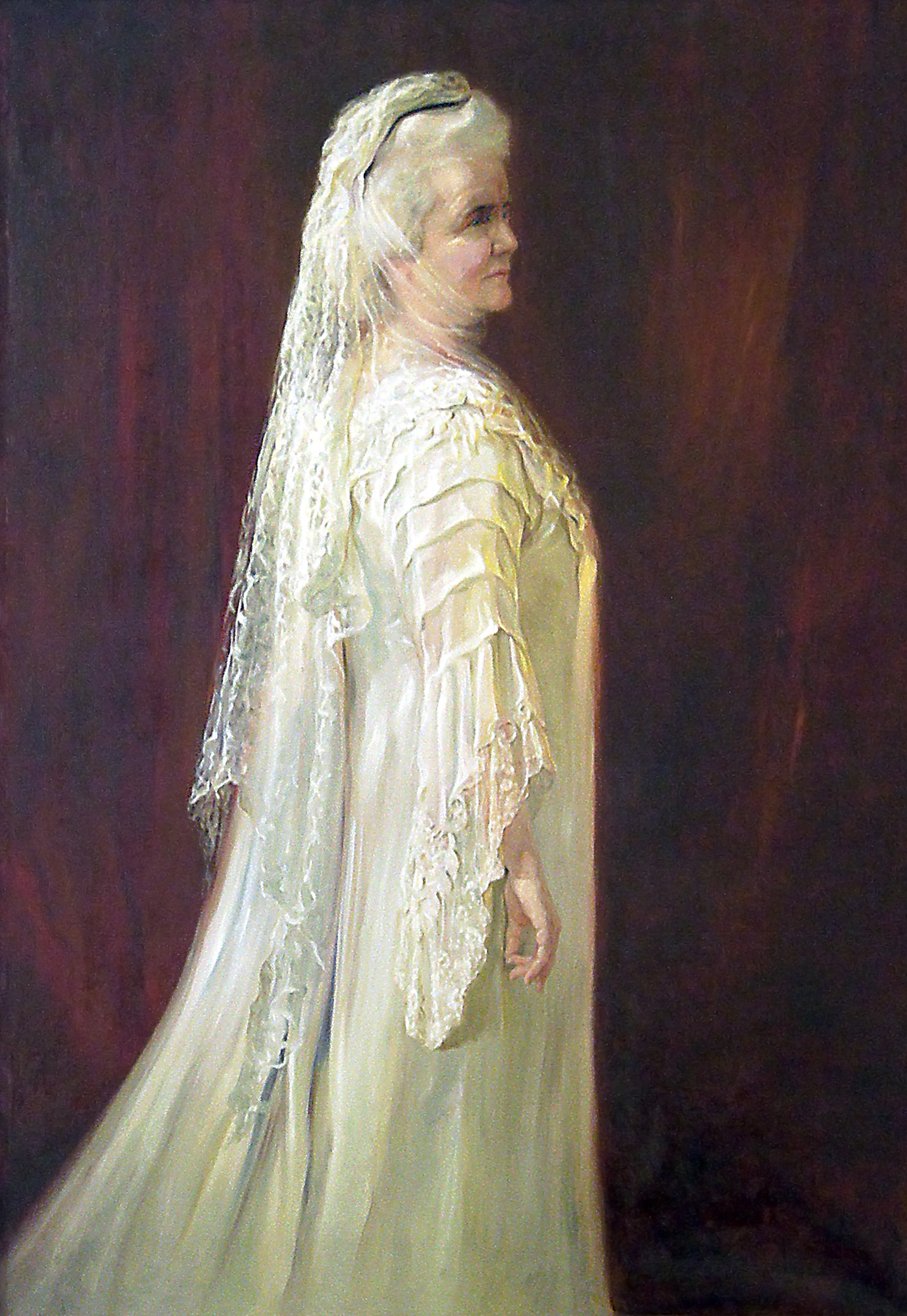
Un retrat d'Elisabet de Wied al museu
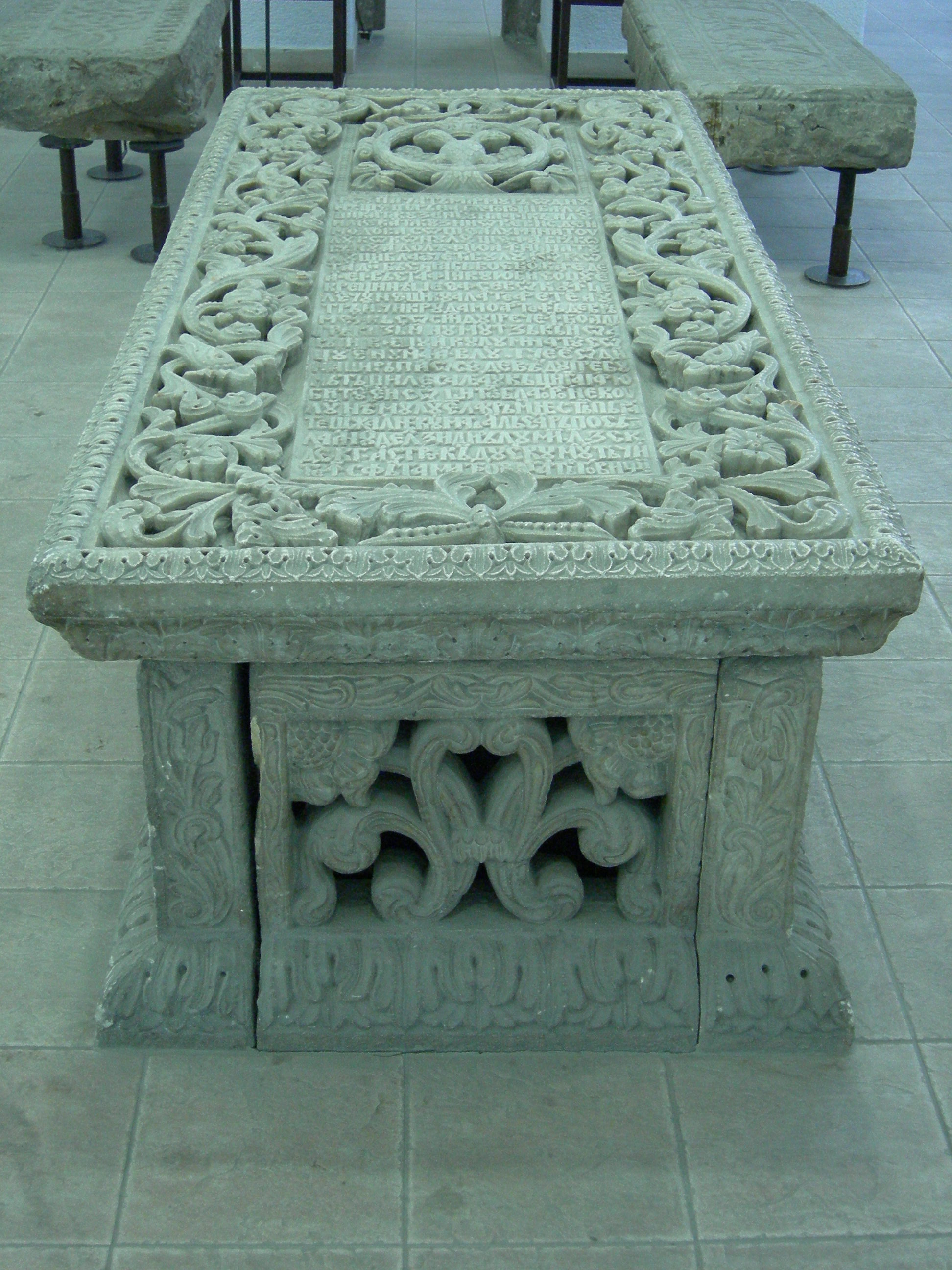
El sarcòfag de la princesa Bălașa Cantacuzino
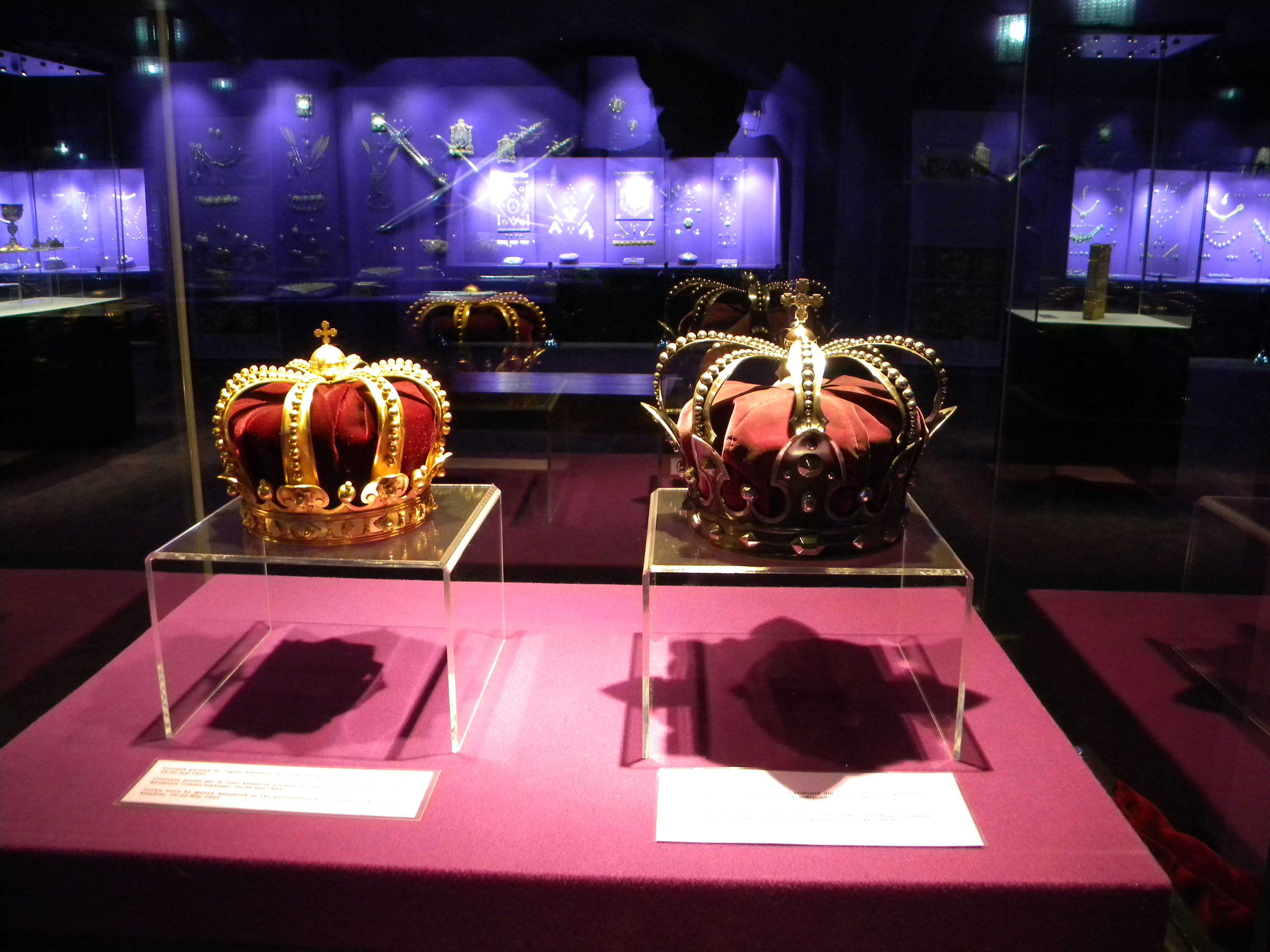
Corona d'acer de Romania
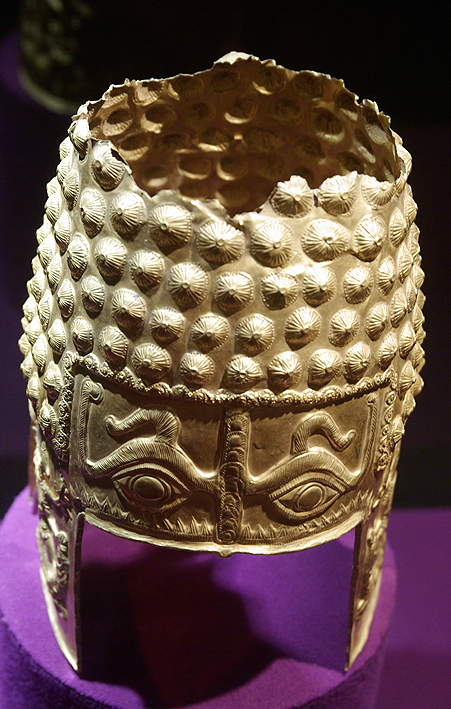
El casc daurat de Coţofeneşti, un casc geto-daci de la primera meitat del segle iv aC.
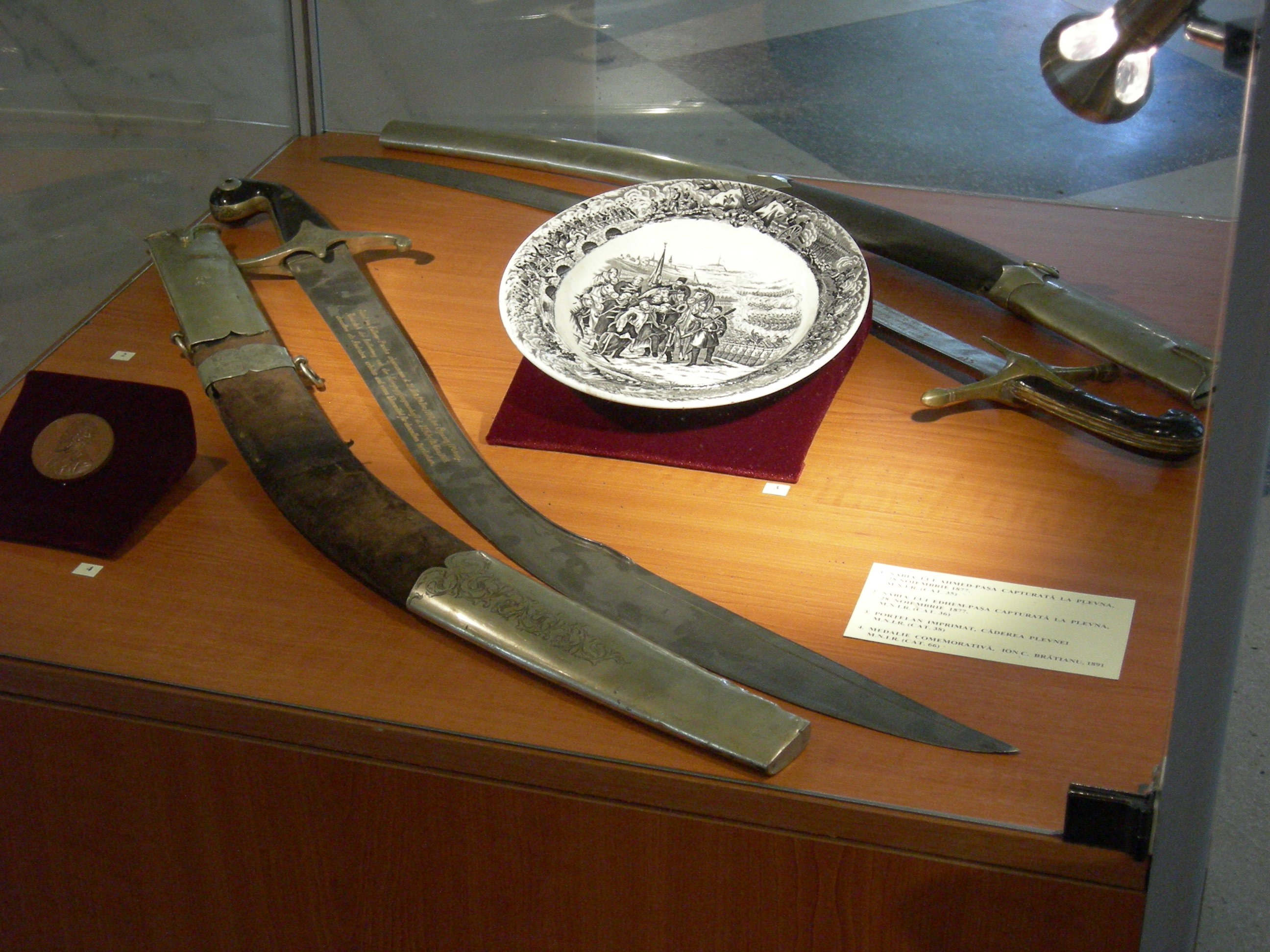
Diversos objectes associats al Setge de Plevna
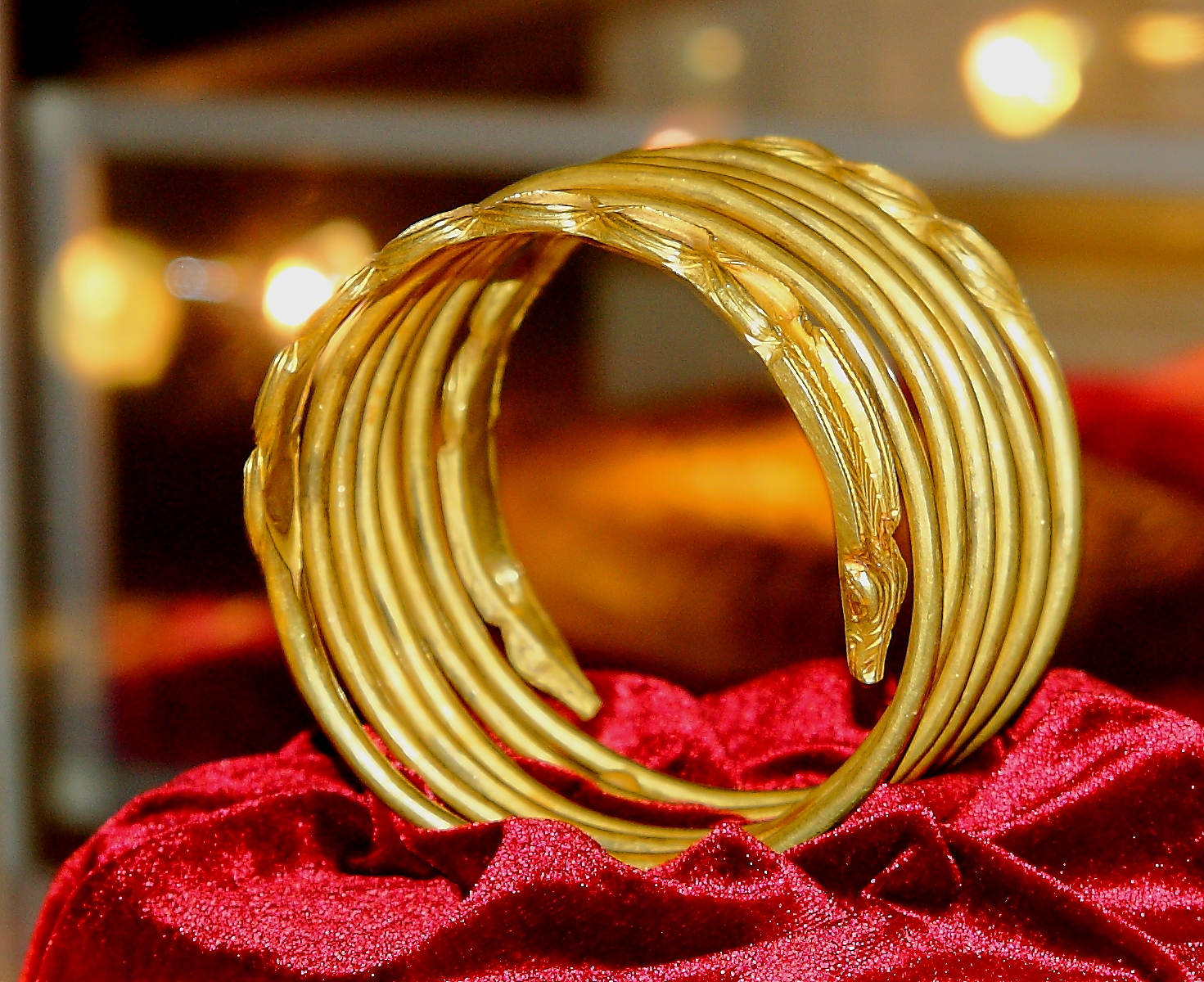
Polsera dàcia
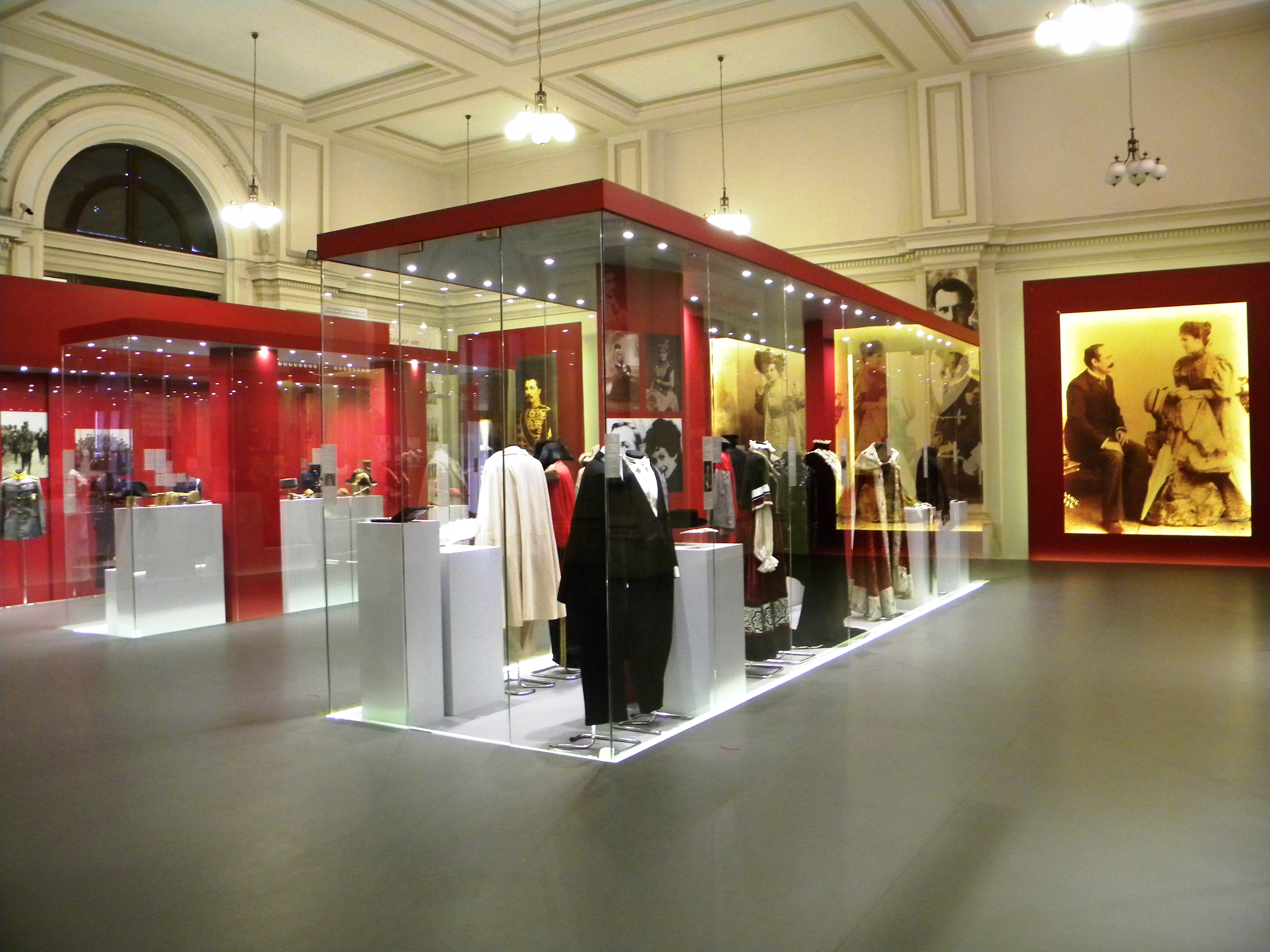
Vestuari
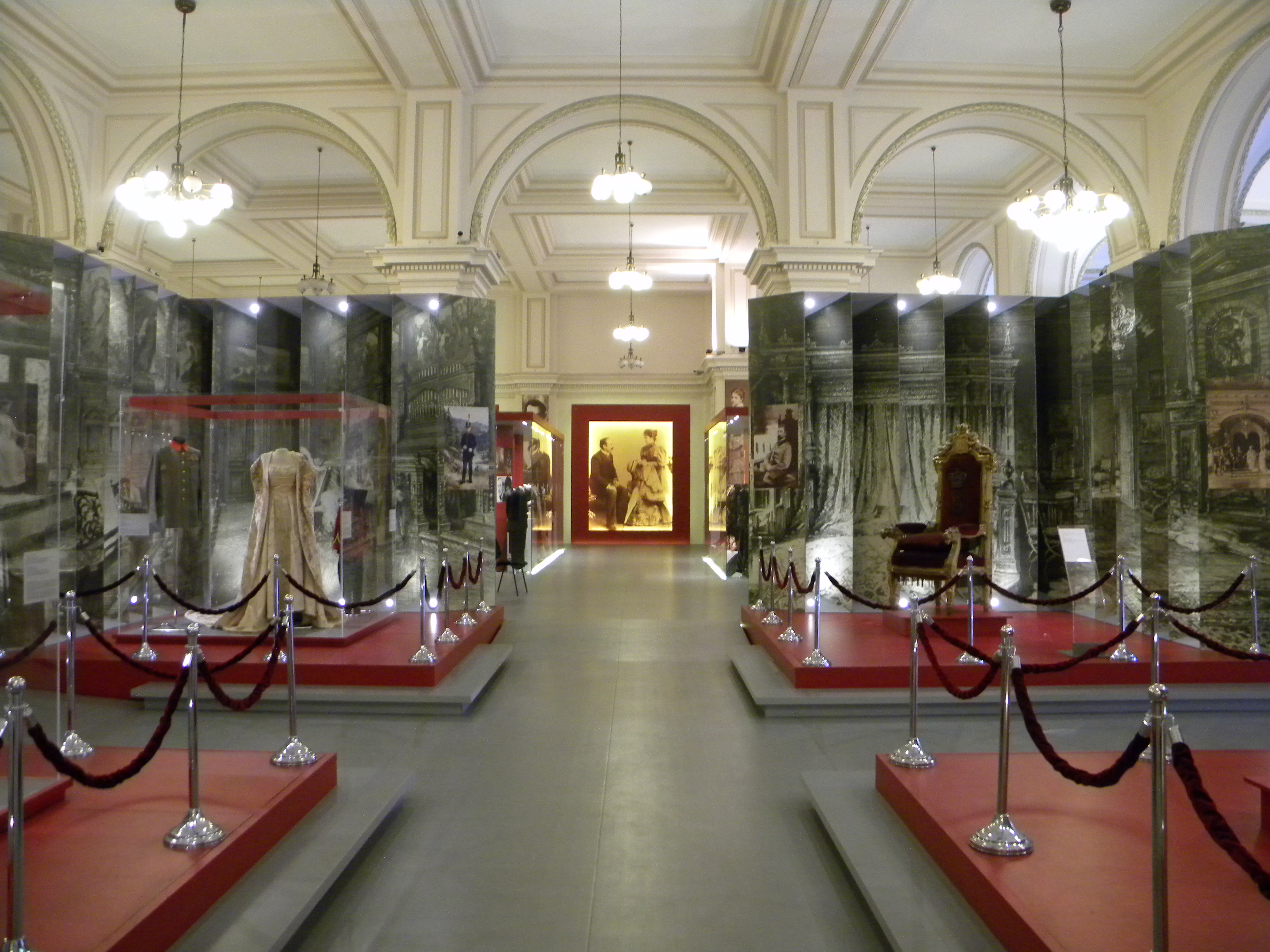
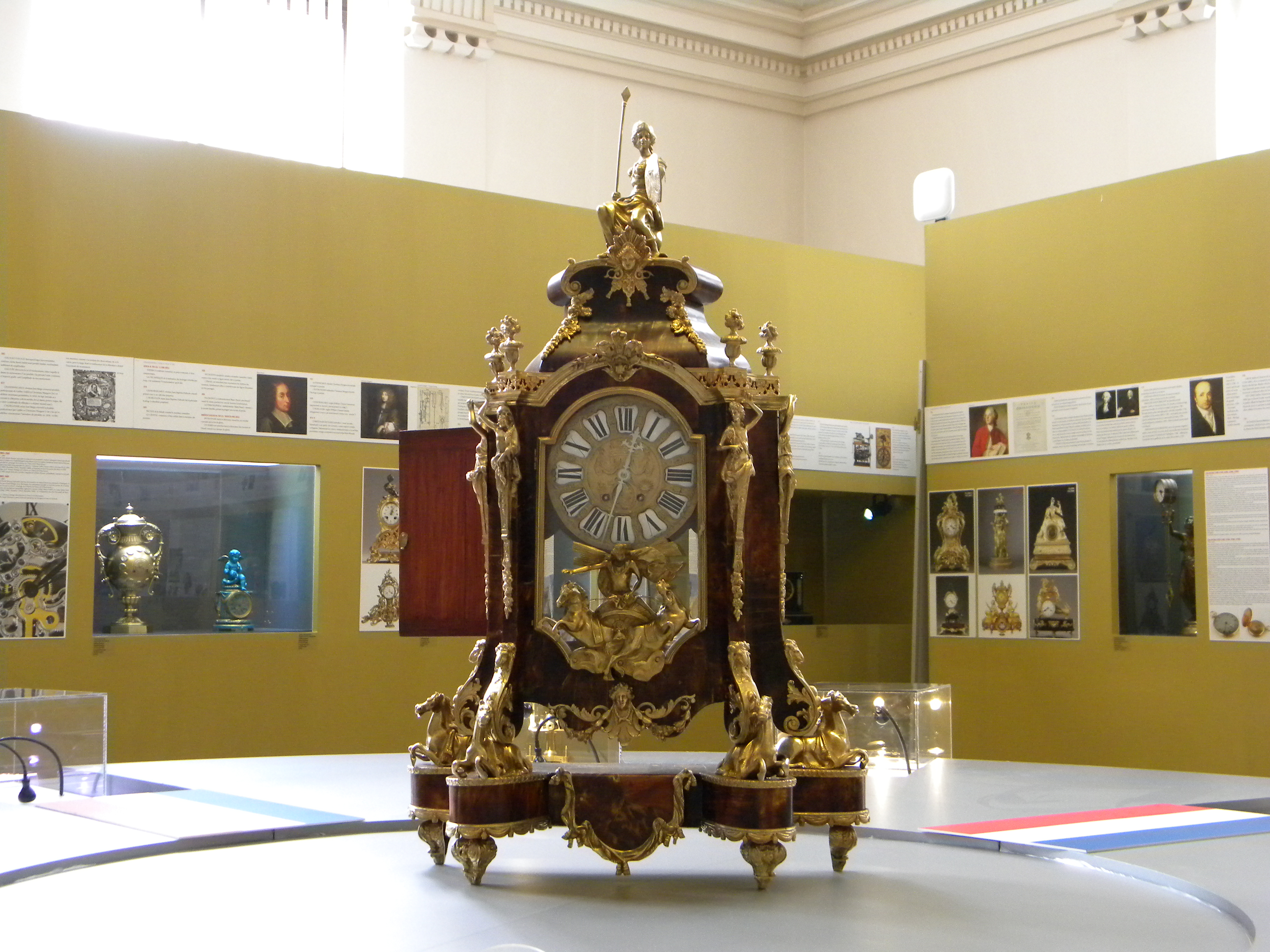
Exposició de rellotges